# Центральні Східні Альпи

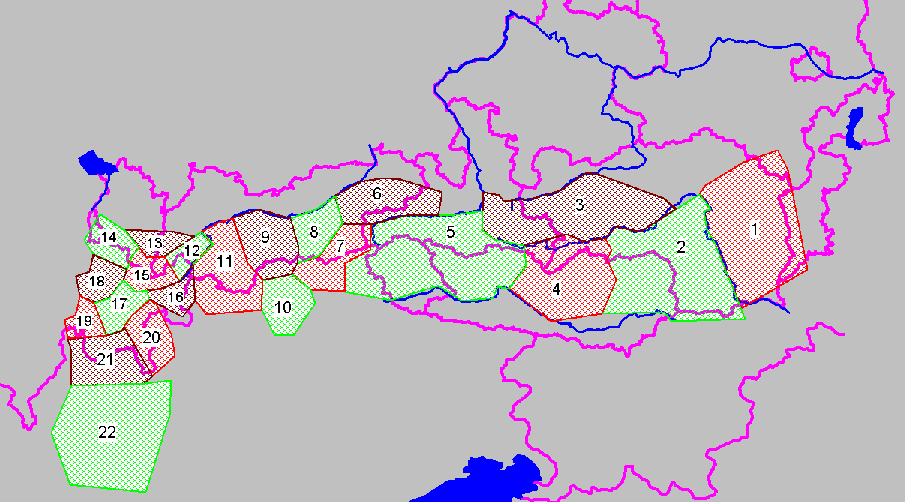
Масиви Центральних Східних Альп. Червоним кольором показані межі федеральних земель Австрії та державні кордони

Центральні Східні Альпи (нім. Zentrale Ostalpen, італ. Alpi Centro-orientali, словен. Centralne vzhodne Alpe) — система гірських масивів, частина Альп на території Австрії, сході Швейцарії та Ліхтенштейну, північному кордоні Італії та північно-східному кордоні Словенії.
Витягнуті із заходу на схід від швейцарського кантону Граубюнден фактично до східного кордону Австрії. Є найвищою частиною Східних Альп. Пролягають між Північними та Південними Вапняковими Альпами.
Центральні Східні Альпи складаються з 22 гірських масивів.
За геологічною будовою складаються переважно з гнейсу та сланців.
Найвища вершина — Пік Берніна (4049 м), що розташована на території Швейцарії.